# Femmes invisibles

Invisible Women : Les artistes oubliées de Florence est un ouvrage publié en anglais et en italien en 2009 par Jane Fortune grâce à la Advancing Women Artists Foundation (en) (AWA) aux éditions The Florentine Press. Le livre décrit l'histoire des femmes artistes à Florence en Italie et leurs œuvres présentes dans les musées ou les entrepôts de la ville. AWA a redécouvert pas moins de 2 000 œuvres d'artistes oubliées dans les greniers des musées et les églises de Florence, et a déjà restauré plus de 60 peintures. Les autrices associées à la rédaction de cet ouvrage comprennent Linda Falcone, Serena Padovani, Rosella Lari et Sheila Barker. Il compte 26 chapitres consacrés à 35 femmes artistes actives à Florence. 
Ce livre a servi de base à un documentaire télévisé en cinq parties primé aux Emmy Awards, produit par WFYI Productions et diffusé pour la première fois sur le réseau américain PBS en 2012. 

## Description
Invisible Women traite de l'influence artistique des femmes à Florence en commençant par Suor Plautilla Nelli (1524–1588), la première artiste nonne florentine. Il décrit la ville de Florence comme un centre pour les femmes artistes de la cour à l'époque baroque, comme en témoigne la succession d'enseignantes-étudiantes de Giovanna Fratellini, Violante Siries Cerroti et Anna Bacherini Piattoli. 
D'autres chapitres traitent des peintresses qui ont eu l'honneur d'exposer leur autoportrait dans le couloir Vasari, telles que la Vénitienne Giulia Lama première femme connue pour avoir dessiné et étudié le nu masculin d'après un modèle vivant, et Marietta Robusti, fille de Tintoret souvent appelée « La Tintoretta ». 
Le livre documente la vie et l'œuvre des peintres de natures mortes telles que Maria Van Oosterwyck et Margherita Caffi, plus connues pour leurs bouquets élaborés de fleurs sauvages suspendues librement. Jane Fortune se focalise sur six bâtiments spécifiques à Florence, dont la bibliothèque Marucelliana, le musée de la Dernière Cène d'Andrea del Sarto et la galerie d'art moderne du palais Pitti. 
D'autres chapitres encore décrivent Sofonisba Anguissola qui compte parmi ses admirateurs Michelangelo et Anthony van Dyck ; Lavinia Fontana, première femme peintre d'Europe occidentale à atteindre le même niveau de reconnaissance professionnelle que ses contemporains masculins; Artemisia Gentileschi qui a créé de grands tableaux d'héroïnes ; et la pasteure Rosalba Carriera du XVIIe siècle, connue pour son style rococo et ses portraits flatteurs de la classe aisée. 
Femmes invisibles : les artistes oubliées de Florence se concentre sur les peintures à l'huile, les pastels, les aquarelles et les dessins. Les chapitres sont suivis de The Woman Artists 'Trail, une carte et un inventaire des œuvres d'artistes féminines à Florence, qui ont ensuite été adaptés dans un guide séparé au format de poche, Art by Women in Florence (en) .

## Documentaire
Les producteurs Todd Gould et Clayton Taylor ont collaboré avec Fortune et l'AWA pour produire un documentaire télévisé en cinq parties. Il décrit un projet de six ans visant à rechercher, à restaurer et à exposer des œuvres d'art réalisées par des femmes dans les musées de Florence, ainsi que des archives destinées à la restauration d'œuvres de trois artistes : Plautilla Nelli, Artemisia Gentileschi et Irene Parenti Duclos (en), la seule femme à figurer dans la Galleria dell'Accademia de Florence aujourd'hui. Le documentaire illustre les principaux thèmes abordés dans le livre, ainsi que des entretiens supplémentaires avec l'équipe de la Fondation Advancing Women Artists, des expertes en restauration et des responsables de plusieurs musées aux États-Unis et du Polo Museale Florentino. 
WFYI Productions a filmé le documentaire qui comprend des images fournies par The Florentine Press, Artmedia et Bunker Film. Il a d'abord été diffusé aux États-Unis sur PBS à Indianapolis le 5 novembre 2012. 
Le 1er juin 2013, le documentaire remporte un Emmy Award catégorie documentaire (en) dans la catégorie Programme culturel / historique de l'Académie nationale des arts et des sciences de la télévision,.

## Liste partielle des artistes mentionnées (dans l'ordre de parution dans le livre)
- Plautilla Nelli (1524-1588)
- Giovanna Fratellini (1666-1731)
- Violante Siries Cerroti (1709-1783)
- Anna Bacherini Piattoli (1720-1788)
- Luisa Silei (1825-1898)
- Fillide Giorgi Levasti (it) (1883-1966)
- Béatrice Ancillotti Goretti (1879-1937)
- Maria Maddalena Gozzi (1718-1782)
- Emma Bardini Tozzi (1883-1962)
- Arcangela Paladini (1599-1622)
- Giulia Lama (1681-1747)
- Marietta Robusti (c. 1552-1590)
- Élisabeth Louise Vigée-Le Brun (1755-1842)
- Angelica Kauffmann (1741–1807)
- Rosa Bonheur (1822-1899)
- Rachel Ruysch (1664-1750)
- Clara Peeters (1594-après-1657)
- Maria Van Oosterwyck (1630-1693)
- Rachel Ruysch (1664-1750)
- Giovanna Garzoni (1600-1670)
- Margherita Caffi (1650-1710)
- Irene Parenti Duclos (en) (1754-1795)
- Maria Hadfield Cosway (1760-1838)
- Elisabetta Sirani (1638-1665)
- Louisa Grace Bartolini (1818-1865)
- Elisabeth Chaplin (1892-1982)
- Adriana Pincherle (1907-1996)
- Leonetta Cecchi Pieraccini (it) (1882-1977)
- Sofonisba Anguissola (1532-1625)
- Lavinia Fontana (1552-1614)
- Artemisia Gentileschi (1593-1653)